# Clément Venturini

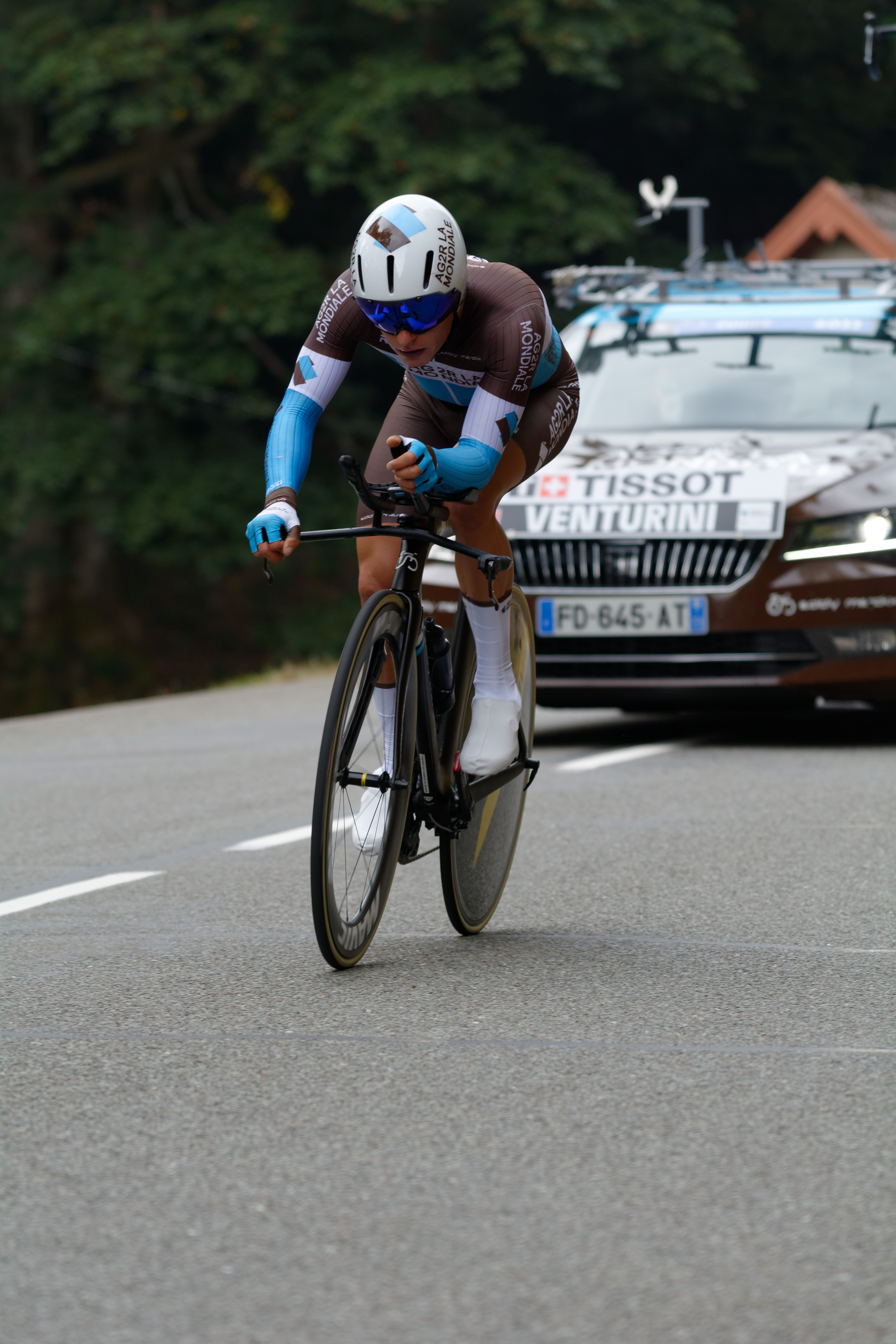
Clément Venturini bei der 20. Etappe der Tour de France 2020

Clément Venturini (* 16. Oktober 1993 in Villeurbanne) ist ein französischer Radrennfahrer.
Bei den Cyclocross-Weltmeisterschaften 2011 in St. Wendel gewann er den Juniorenwettbewerb. Im Cyclocross wurde er außerdem 2014 französischer Meister der U23.
Im Straßenradsport schloss er sich 2014 dem Professional Continental Team Cofidis, Solutions Crédits an und gewann in seinem ersten Jahr dort eine Etappe der Rhône-Alpes Isère Tour und damit sein erstes internationales Straßenrennen der Elite.
Seinen bis dahin größten Erfolg feierte Venturini mit dem Gesamtsieg der Tour des Hauts-de-France 2017, einem Etappenrennen hors categorie, nachdem er die Führung auf der schweren fünften Etappe von Sylvain Chavanel übernahm, der drei Kilometer vor der Zielankunft am Mont Cassel den Kontakt zur Spitzengruppe verlor.

## Erfolge

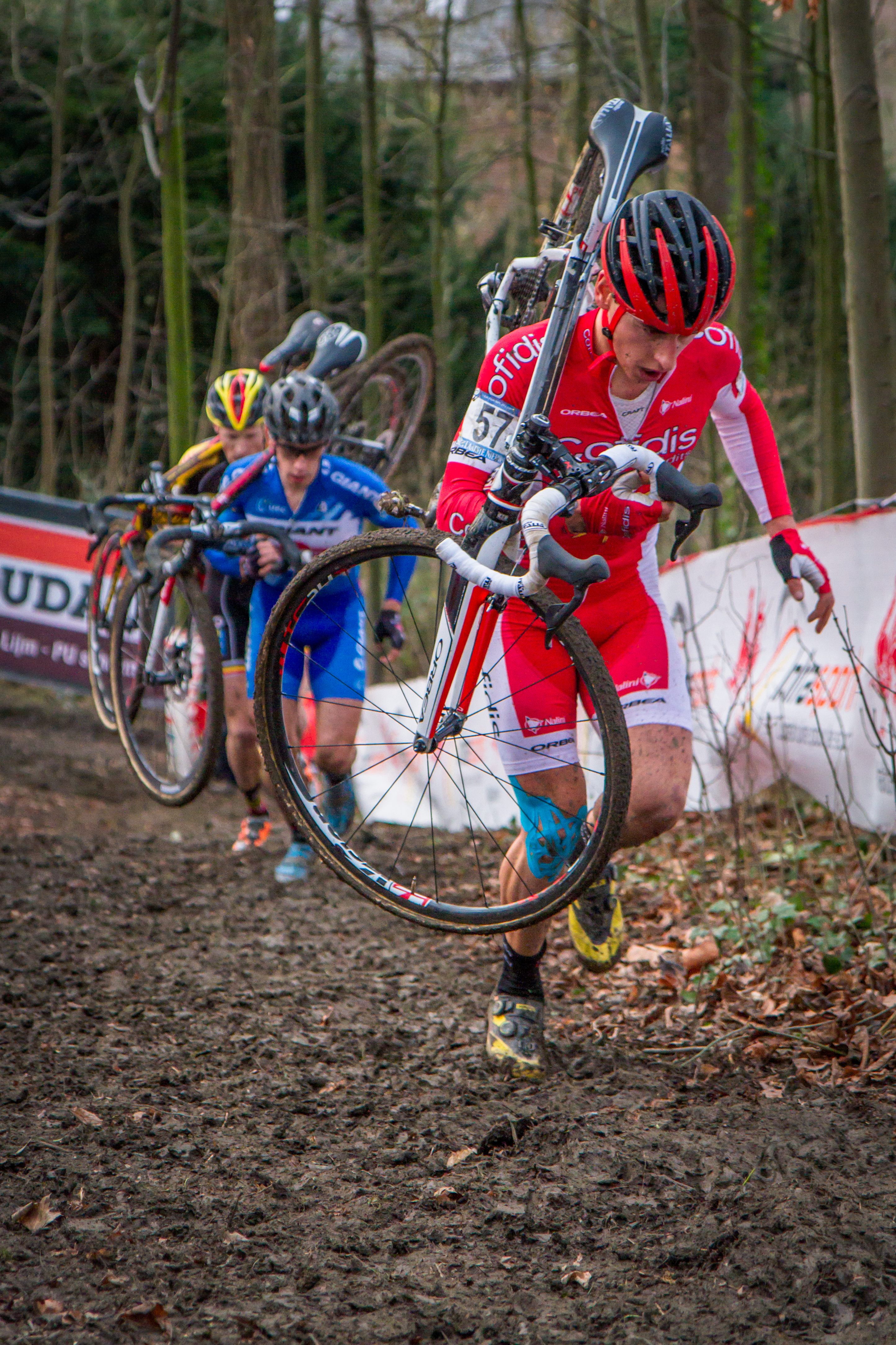
Clément Venturini beim Cyclocross-Weltcup in Namur (2015)

### Cyclocross
2010–2011
- Weltmeister (Junioren)

2012–2013
- Challenge National 1ère Epreuve, Saverne (U23)
- Challenge National 3ème Epreuve, Pontchâteau (U23)

2013–2014
- Challenge National 1ère Epreuve, Saint-Étienne-lès-Remiremont (U23)
- Cyclocross International Rennaz, Rennaz
- Challenge National 2ème Epreuve, Quelneuc (U23)
- Challenge National 3ème Epreuve, Flamanville (U23)
- Französischer Meister (U23)

2014–2015
- Cyclocross International de Marle, Marle
- EKZ CrossTour, Hittnau
- Coupe de France La France Cycliste de Cyclocross, Sisteron
- Cyclocross International Sion-Valais, Sitten

2015–2016
- EKZ CrossTour, Dielsdorf
- Coupe de France, Albi
- Internationales Radquer Steinmaur
- Cyclo-cross International de Marle
- Coupe de France, Quelneuc
- Cyclo-cross International de Pierric
- Val d'Ille Intermarché Cyclo-cross Tour
- Coupe de France, Flamanville

2016–2017
- EKZ CrossTour, Aigle
- Val d'Ille Intermarché Cyclo-cross Tour
- Coupe de France, Bagnoles-de-l’Orne
- Coupe de France, Nommay
- Französischer Meister

2017–2018
- Cyclo-cross international de Nyon
- Cyclocross International Sion-Valais
- Coupe de France, Flamanville

2018–2019
- Französischer Meister

2019–2020
- Cyclo-cross des Crouchaux
- Troyes Cyclocross International
- Französischer Meister

2020–2021
- Französischer Meister

2022–2023
- Cyclo-cross international de Boulzicourt Ardennes
- Französischer Meister

2023–2024
- Französischer Meister

2024–2025
- Französischer Meister

### Straße
2014
- eine Etappe und Punktewertung Rhône-Alpes Isère Tour

2016
- Punktewertung Rhône-Alpes Isère Tour
- eine Etappe Österreich-Rundfahrt

2017
- Gesamtwertung, Punktewertung und Nachwuchswertung Tour des Hauts-de-France
- eine Etappe Österreich-Rundfahrt

2018
- eine Etappe Route d’Occitanie

## Grand-Tour-Platzierungen
| Grand Tour            | 2018 | 2019 | 2020 | 2021 | 2022 | 2023 | 2024 | 2025 |
| --------------------- | ---- | ---- | ---- | ---- | ---- | ---- | ---- | ---- |
| Giro d’ItaliaGiro     | 104  | –    | –    | –    | –    | –    | –    | –    |
| Tour de FranceTour    | –    | –    | 104  | –    | –    | –    | –    | 43   |
| Vuelta a EspañaVuelta | –    | 90   | –    | 97   | –    | –    | –    |      |